# Шелепихинское шоссе
Шелепи́хинское шоссе́ — улица в Центральном административном округе Москвы в Пресненском районе между Шелепихинской набережной и улицей Шеногина.

## Происхождение названия
Своё название получила в 1952 году, точнее, в такое название была переименована часть 4-й улицы Шелепихи застраиваемого в те годы села Шелепиха.

## Описание
Шелепихинское шоссе начинается от Шелепихинской набережной, идёт мимо вестибюлей станции метро и МЦК «Шелепиха», отделяющих его от Шмитовского проезда, далее проходит на север вдоль железнодорожной линии Малого кольца МЖД (станция Пресня, между основной частью станции и парком Кутузово), поэтому все дома по шоссе находятся слева на нечётной стороне. Слева к шоссе примыкают 1-я улица Шелепихи и Причальный проезд, а напротив — Южный мост через железную дорогу соединяет дублёр шоссе со 2-й Магистральной улицей. После улицы Шеногина шоссе переходит в 1-й Силикатный проезд (ранее заканчивалось на Причальном проезде). 

## Транспорт

### Станции метро
- Шелепиха
- Шелепиха (МЦК)

### Железнодорожный транспорт
- Тестовская (Москва-Сити)
- Москва-Сити

### Наземный транспорт
По шоссе проходят маршруты автобусов:
| 27:   | 1-й Силикатный проезд • Шелепиха • Беговая • Белорусский вокзал |
| 155:  | Проспект Маршала Жукова • Народное Ополчение • Хорошёво • Полежаевская • Шелепиха • Филёвский парк                                                                     |
| 294:  | 1-й Силикатный проезд • Шелепиха • Полежаевская • Хорошёво • МФЦ Хорошёво-Мнёвники                                                                                     |
| с344: | 1-й Силикатный проезд • Шелепиха • Тестовская (Москва-Сити) (←) • Москва-Сити (←) • Деловой центр • Улица 1905 года • Краснопресненская • Пушкинская (→) • Охотный Ряд |

«→» — остановки проходятся только при движении в прямом направлении; «←» — остановки проходятся только при движении в обратном направлении.

## Учреждения и организации
Все дома расположены на нечётной стороне.
- Дом 11, корпус 1 — Тандембанк;
- Дом 17, корпус 1 — Центр квотирования рабочих мест ГУ;
- Дом 23, строение 1 — Институт Моспроектстройиндустрия.